# Radøy
Radøy este o comună din provincia Hordaland, Norvegia.